# Kilgi (Märjamaa)
Kilgi – wieś w Estonii, prowincji Rapla, w gminie Märjamaa.